# Mercedes-Benz 500E

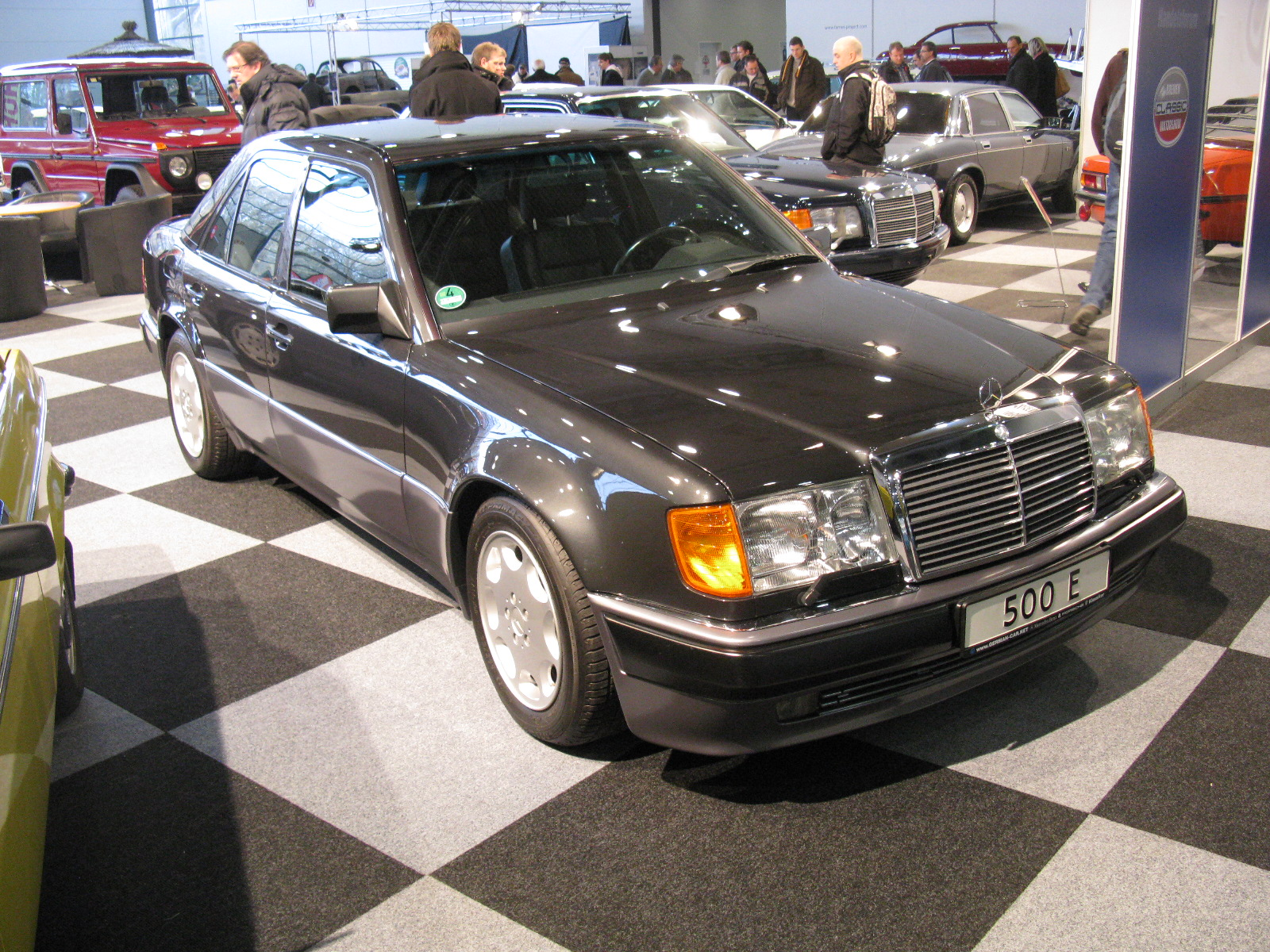
Mercedes-Benz 500E: 1990-1993

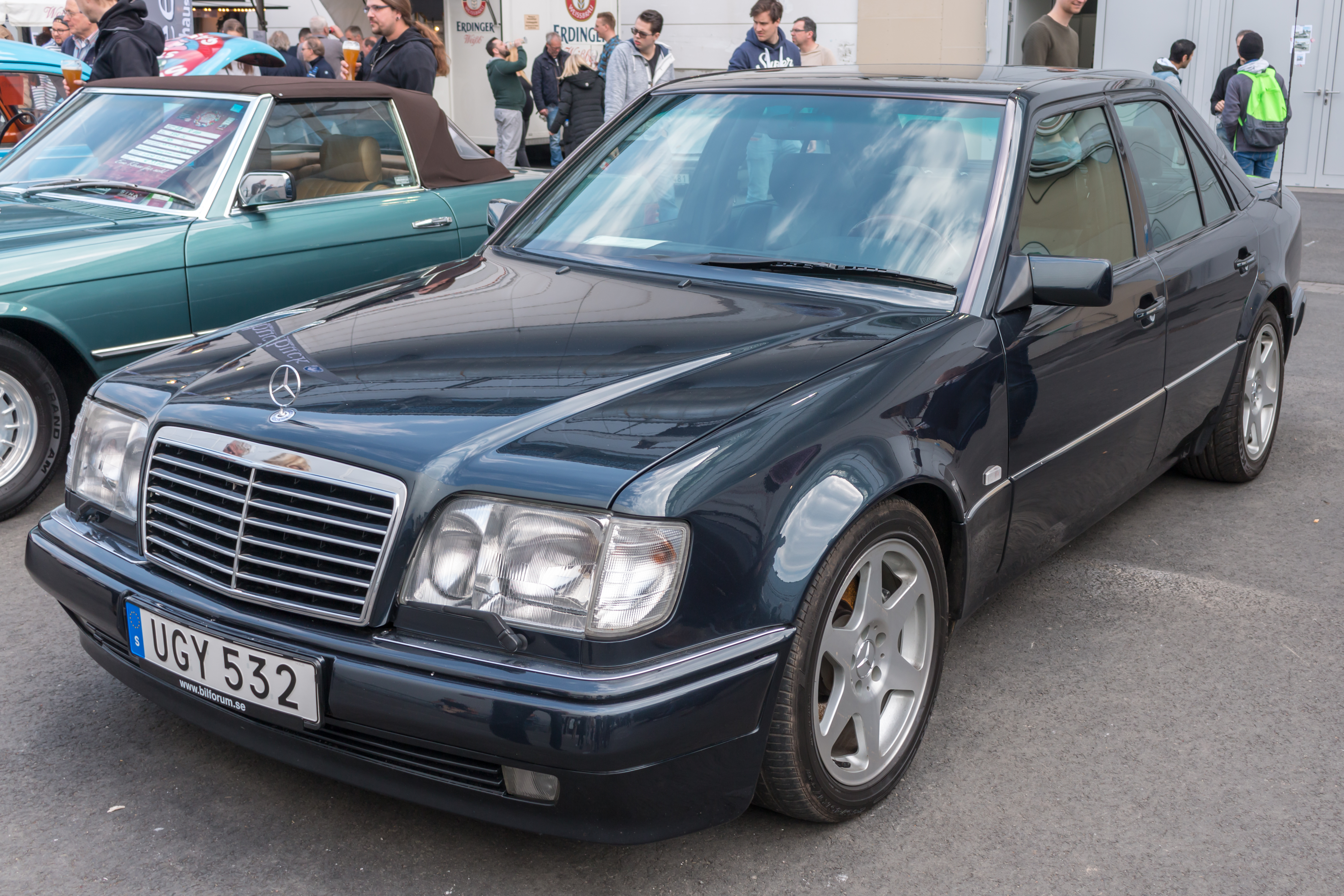
Mercedes-Benz E500:1993-1995

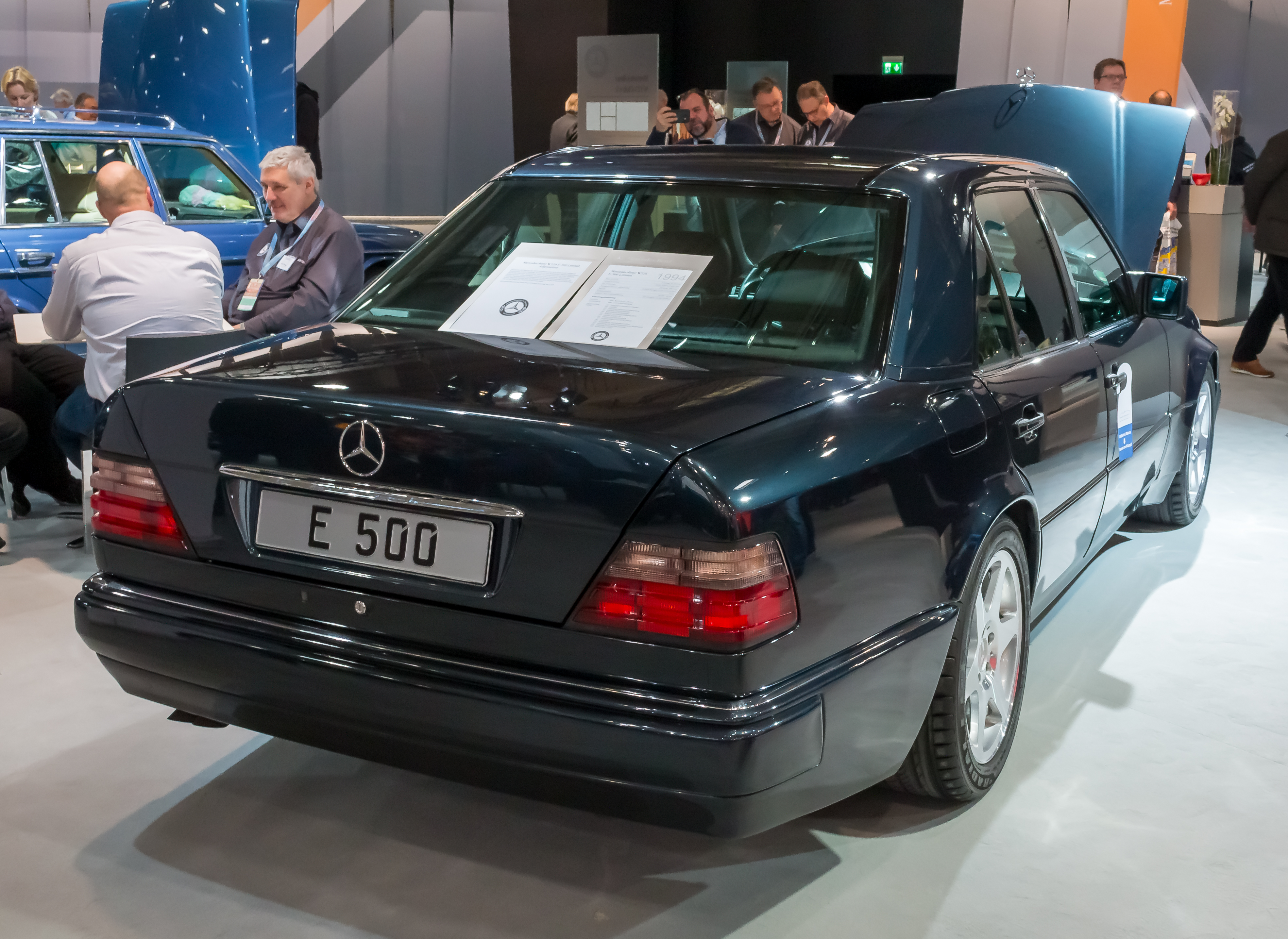
Mercedes-Benz E500 Limited: 1994-1995

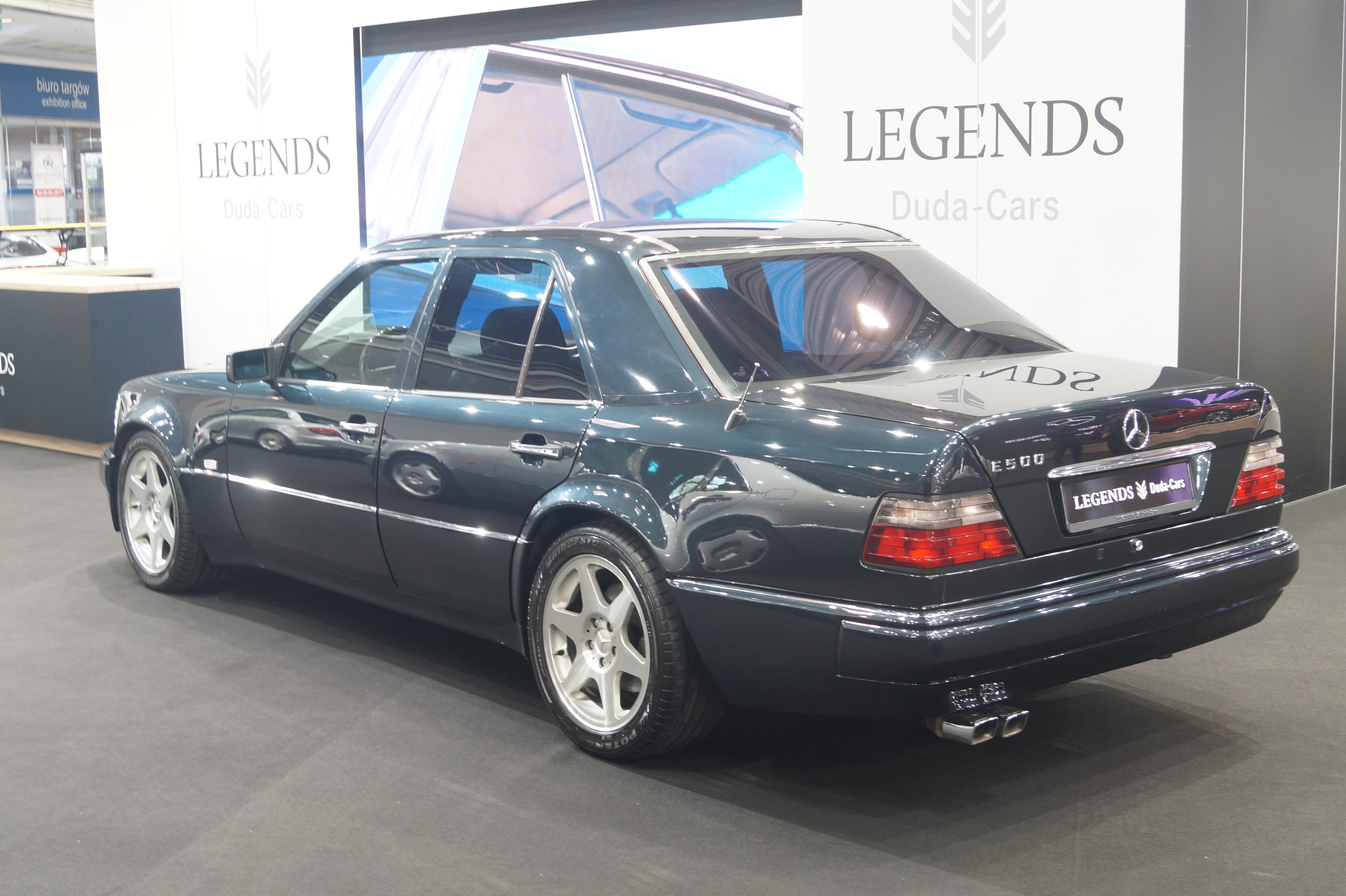
Mercedes-Benz E500 Limited: 1994-1995

Mercedes-Benz 500E (124.036) – usportowiona wersja serii W124 opracowana w 1990 roku w kooperacji z firmą Porsche. Po udanej prezentacji mocniejszego modelu 300E postanowiono stworzyć konkurenta dla BMW w segmencie sedanów charakteryzujących się bardzo wysokimi osiągami, przy jednoczesnym zachowaniu komfortu i funkcjonalności i użyteczności na co dzień. Parę lat później powstał również model 400E (124.034), który został już całkowicie wykonane w Sindlefingen przez Mercedes-Benz i nie różnił się zbytnio od podstawowych modeli napędzanych 6 cylindrowymi silnikami. Mercedes 500E/E500 budowany w kooperacji z Porsche uznawany jest dziś za jeden z najlepszych sedanów w historii, doskonale łączący zalety komfortowego auta trójbryłowego, bardzo dobrych osiągów, jakości i niezawodności z jakich słynął wówczas Mercedes-Benz, opierając się na sprawdzonych wzorcach ze swoich innych modeli. Auto obecnie jest cenionym youngtimerem, a ceny używanych modeli w dobrym stanie drastycznie wzrastają.

## Historia powstania
Podobnie jak w przypadku modelu BMW E28 M5 najmocniejszego sedana początku lat 80, zespół AMG już w przed rokiem 1986 myślał nad wprowadzeniem ekstremalnej wersji nowego modelu W124, która nie tylko zdecydowanie przewyższała by pod względem mocy i osiągów BMW M5, ale w ogóle większości aut, nawet tych sportowych bezpośrednio nastawionych na osiągi kosztem użyteczności czy komfortu jazdy jak Porsche czy Ferrari produkowanych w połowie lat 80. Postanowiono dokonać modyfikacji z samochodem średniej wielkości, Mercedesem 300E. Za ówczesną kwotę 17 tys. dolarów AMG wykonywało przeróbkę w postaci wymiany rzędowego 6 cylindrowca i zainstalowania ogromnego 5.6-litrowego silnika M117 V8 z Mercedesa 560 SEL/SEC pod maskę klasy E, a następnie zamontowano głowice cylindrów DOHC z czterema zaworami na cylinder, zwiększając zakres mocy ze 180 do 360 KM i do rekordowych wówczas - ponad 500 Nm. Był to legendarny model 300E Hammer 5.6l bazujący na seryjnym modelu W124 300E o mocy 180 KM. Był to pierwszy  model oparty na nadwoziu W124, który mimo dość ospałej 4-biegowej automatycznej skrzyni osiągnął prędkość 303 km/h i rozpędzał się do 100 km/h w mniej niż 6 sekund, głównie dzięki doskonałemu współczynnikowi oporu powietrza wynoszącego poniżej 0.27 Cd. Mimo iż Mercedes-Benz chciał, aby to właśnie AMG zbudowało 500E mając już doświadczenie z 300E Hammer i udanym montażem silnika V8 w nadwoziu średniej klasy Mercedesa. AMG miał jednak problemy z dostarczeniem i produkcją takiej liczby aut wymaganej przez Mercedesa-Benza. Mimo iż jeden egzemplarz modelu 500E był budowany aż przez 18 dni (tyle samo co Jaguar XJ220). Kiedy firma Porsche produkująca świetne i uznane wozy sportowe w końcu lat 80 borykała się z problemami finansowymi i potrzebowała szybkiego zastrzyku gotówki z pomocą przyszedł sąsiad ze Stuttgartu. Porsche miało linię produkcyjną swojego już nieprodukowanego modelu 959 i na tę też trafił 500E. Oczywiście nie odbyło się bez uzgodnień z obu stron co do charakteru auta i luksusu z jakiego kojarzony był wtedy Mercedes. Nie było więc mowy o zbyt twardym zawieszeniu czy nerwowo działającym układem kierowniczym. Miał być to bardzo bezpieczny, cichy sedan do komfortowego przemieszczania się z prędkościami 160–180 km/h po Autobahnie. Podjęto współprace i już w 1990 podjęto produkcję nowego modelu na liniach montażowych Porsche.

## Zastosowana technika
Mercedes 500E bazował na nadwoziu W124 - samochodu klasy średniej-wyższej. Mercedes i Porsche postanowiło, że wzorem stanie się udany i uznany za spokojny model 300E z silnikiem 6-cylindrowym o mocy 180 KM, przy całym projekcie pracowali inżynierowie z firmy Porsche. Cały samochód, zarówno nadwozie jak i silnik, montowano w zakładach Porsche, później odsyłano go z powrotem do lakierni Mercedesa, po lakierowaniu nadwozia z powrotem trafiał do Porsche, na końcowy montaż reszty podzespołów. Stamtąd trafiał z powrotem transportem do Mercedesa, aby finalnie wykonać tzw. PDi czyli inspekcję przed dostawą pod którą już podpisywał się Mercedes-Benz - jak to miał w umowie z każdym obcym przedsiębiorstwem. Proces kontroli jaki miał miejsce przy każdorazowym zleceniu i wykonaniu jakiś prac firmie innej niż Mercedes-Benz, gwarantowało to najwyższą możliwą jakość wykonania. Do napędu użyto podstawowego silnika Mercedes V8 4 zaworowego DOHC o pojemności 5.0 l, mocy 326 KM i 450 Nm, pochodził on z modelu 500SL – R129. Pojazd oferowany był tylko wyłącznie z 4-biegową skrzynią automatyczną przejętą również z modelu 500SL. Starszy układ zasilania silnika K-Jetronic zastąpiono nowocześniejszym Bosch Motronic. Porsche pracował nad poprawieniem przebiegu krzywej momentu obrotowego silnika, która różniła się od normalnej wersji silnika V8 5.0 l zaprezentowanego w 1989 roku. Po modyfikacjach maksymalna wartość wynosiła 480 Nm przy 3900 obr./min, gdy w seryjnym modelu 500SL wynosiła ona 450 Nm przy 3900 obr./min. Moment obrotowy wzrósł o 30 Nm, lecz moc jednostki nie zmieniła się. Mercedes-Benz zaadaptował później te zmiany we wszystkich swoich modelach wyposażonych w ten silnik i nieprzerwanie od 1990 do 10.1992 roku moc wynosiła 326 KM i 480 Nm.  Wraz ze wprowadzeniem zmian późną jesienią 1992 roku w typoszeregu W124 moc zredukowano do 320 KM i 470 Nm przy 3900 obr./min, tylko taki silnik o zdławionej mocy można znaleźć w standardowych modelach E500 i E500 Limited. Zawieszenie auta zostało obniżone o 23mm, a z tyłu zastosowano zawieszenie samopoziomujące (niveaux) z układem wielowahaczowym bazującym na rozwiązaniach z modelu T - W124 (kombi). Zrezygnowano z opon o niskim profilu poprawiających trakcję, lecz zmniejszających komfort jazdy. Zastosowane opony o rozmiarze 225/55/16 od firmy Michelin pochodziły od francuskiego producenta i zostały specjalnie stworzone do tego modelu, był to model MXX-3, a później Pilot SX. Spektrum mocy w różnych modelach 500E/E500/E60 wahała się od 320 do 381 KM. Model 500E w porównaniu do seryjnego 300E na jakim bazował różniło około 1100 unowocześnień lub zmian w konstrukcji. Mimo że 500E wyglądał jak zwykłe W124 to prowadził się bardziej jak roadster R129 500SL, na którym w głównej mierze i podzespołach bazował. Auto słynęło z dobrego komfortu jazdy, bardzo dobrze wyciszonej kabiny pasażerskiej i tylko trochę bardziej sprężystego zawieszenia niż standardowy model W124, z legendarnej trwałości tego auta dzięki połączeniu zalet seryjnych niezawodnego W124 i silnika M 119 stosowanego z modelu R129. Wewnętrzna książka napraw Mercedes-Benz mówi o motorze M 119 wykonanym w technice 4 zaworowej zastosowanego w konstrukcji 500E, że wymaga on głównej naprawy po 640 tys. km, automatyczna skrzynia wymaga naprawy po 240 tys. km oczywiście przy regularnej wymianie oleju, choć zdarzały się wyposażone w słabsze silniki egzemplarze modelu W124 wyposażone w tę skrzynię biegów przejeżdżające ponad 480 tys. km bez naprawy głównej. Mercedes-Benz produkując te skrzynie (4G-Tronic W4A 028 (Type 722.3) od 1981 roku montując je w różnych modelach R129 i W140 w tamtym okresie proklamował je jako sealed for life - zaplombowane na całe życie. Jednak intensywne testy aut po latach szybko wyprowadziły z błędu użytkowników tych modeli z tą konkretną skrzynią biegów, skrzynia wymagała jednak serwisowania, lecz uchodzi po dziś dzień jako jedna z najlepszych skrzyń jakie kiedykolwiek oferował Mercedes-Benz biorąc pod uwagę niezawodność. Mercedes-Benz zakończył ich produkcję w 1996 roku.

## Faceliftingi zmiana modelu na E500
W 1993 roku miał miejsce lifting karoserii, zastosowano nowocześniejsze przednie lampy, nową przednią klapę i znak firmowy przeniesiony na maskę, nowa była także tylna klapa ułatwiająca załadunek. Lifting, który przyniósł nie tylko zmianę oznaczenia z 500 E na E 500, wprowadził do modelu zintegrowaną chłodnicę, bezbarwne klosze kierunkowskazów przednich, dwukolorowe dymione klosze lamp tylnych i zmodyfikowane linie z tyłu. Od 1993 roku wszystkie standardowe wersje E500 mają zmniejszoną moc 320 KM. Również w tym samym roku wprowadzono krytykowane lakiery bazujące na wodzie. Wersje W124 po modernizacji w 1993 cierpią znacznie bardziej na podatność na korozję niż modele produkowane do 1993 roku. W 1994 roku wszystkie modele otrzymały powiększone przednie hamulce zapożyczone od modelu SL600 V12 o średnicy 320 mm tarcz przednich, taki sam rozmiar montowano również w Mercedesie W140. W chwili debiutu na rynku 500E kosztowało 138000 DEM. To o 23000 drożej niż BMW M5 E34 i o 13000 więcej niż Lotus Omega, droższa w zakupie w tym segmencie była tylko Alpina B10 Biturbo. W 1992 roku 500E kosztował już 145 000 marek. Z kompletnym wyposażeniem dodatkowym i ze wszystkimi opcjami w jakie można było to auto wyposażyć kosztowało niemal 200 tys. DEM. Tyle kosztował Porsche 911 Turbo z 1992 roku. W ostatnich latach produkcji zadebiutowała również wersja Limited wyprodukowana w limitowanej liczbie 500 sztuk (podobnie jak model 190E 2.5-16v Cosworth Evolution II), nie różniła się mechanicznie od wersji standardowej E500. Zmianami wpływającymi na rozróżnienie obu modeli były – inny wzór felg (wzorowany na 190E 2.5-16v Evolution II) inne wnętrze i obszycie skór w jaskrawych kolorach kontrastujących w czarnym wnętrzu.

## Wnętrze i wyposażenie

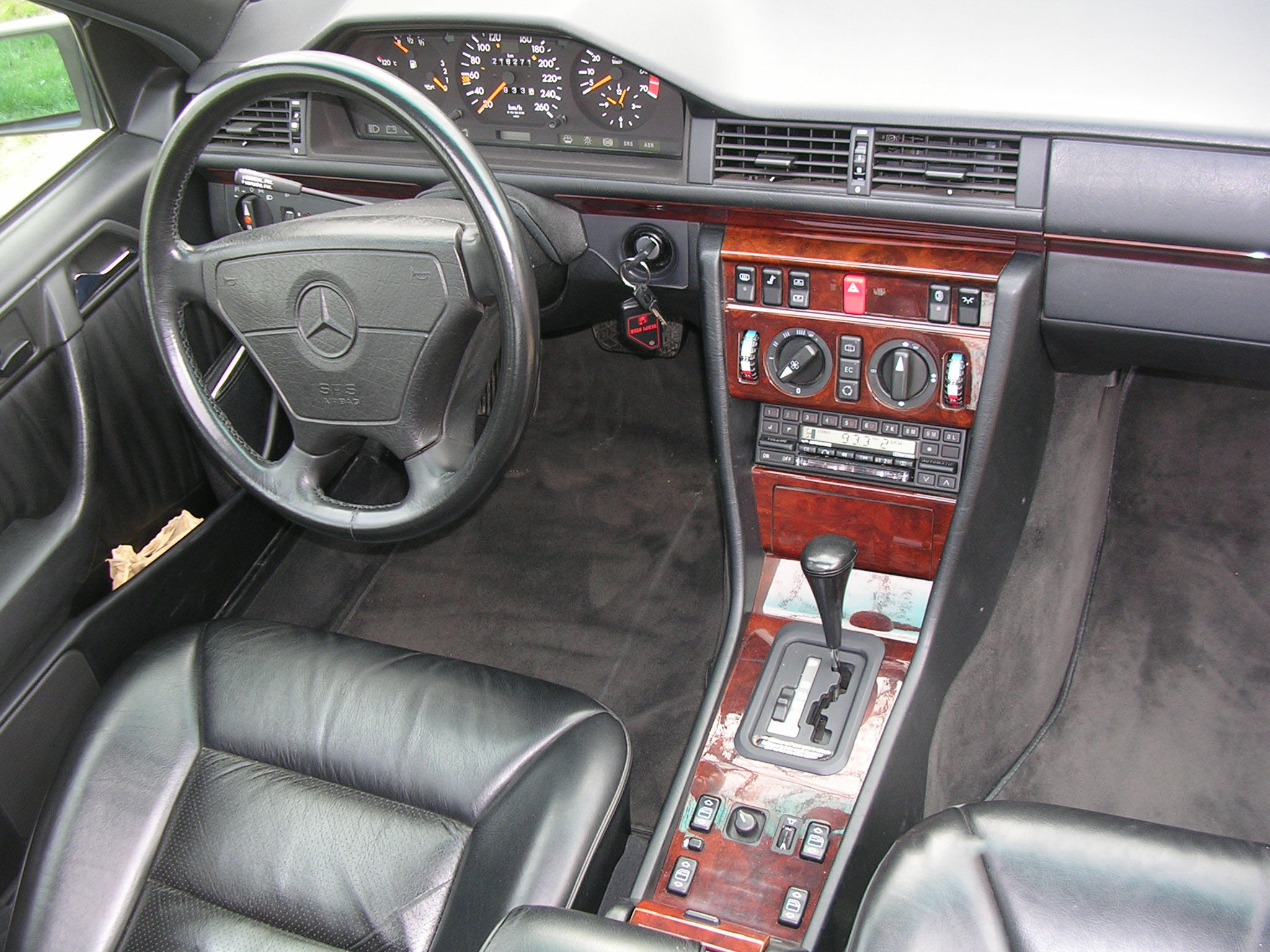
Wnętrze Mercedesa 500E

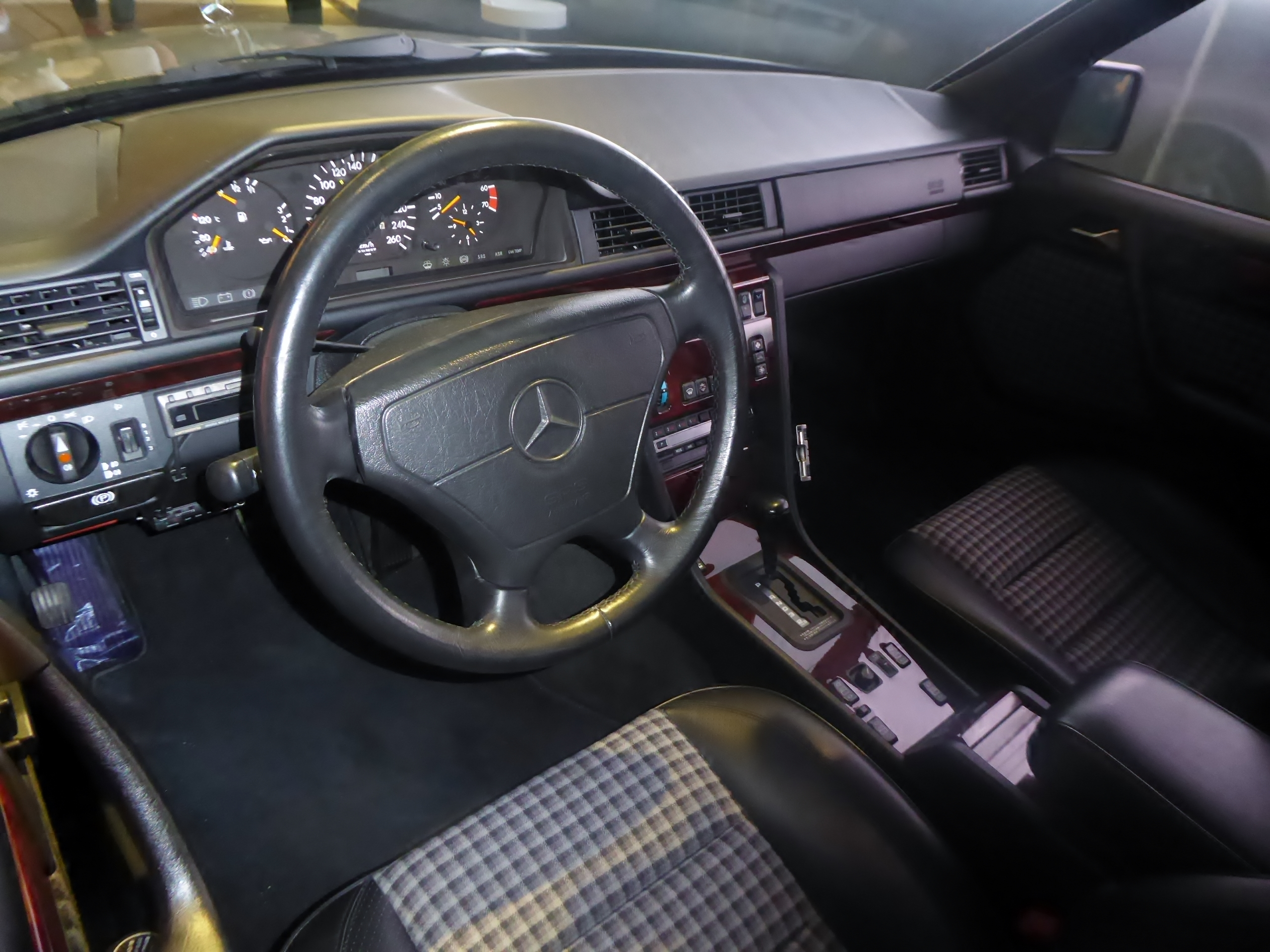
Wnętrze Mercedesa 500E

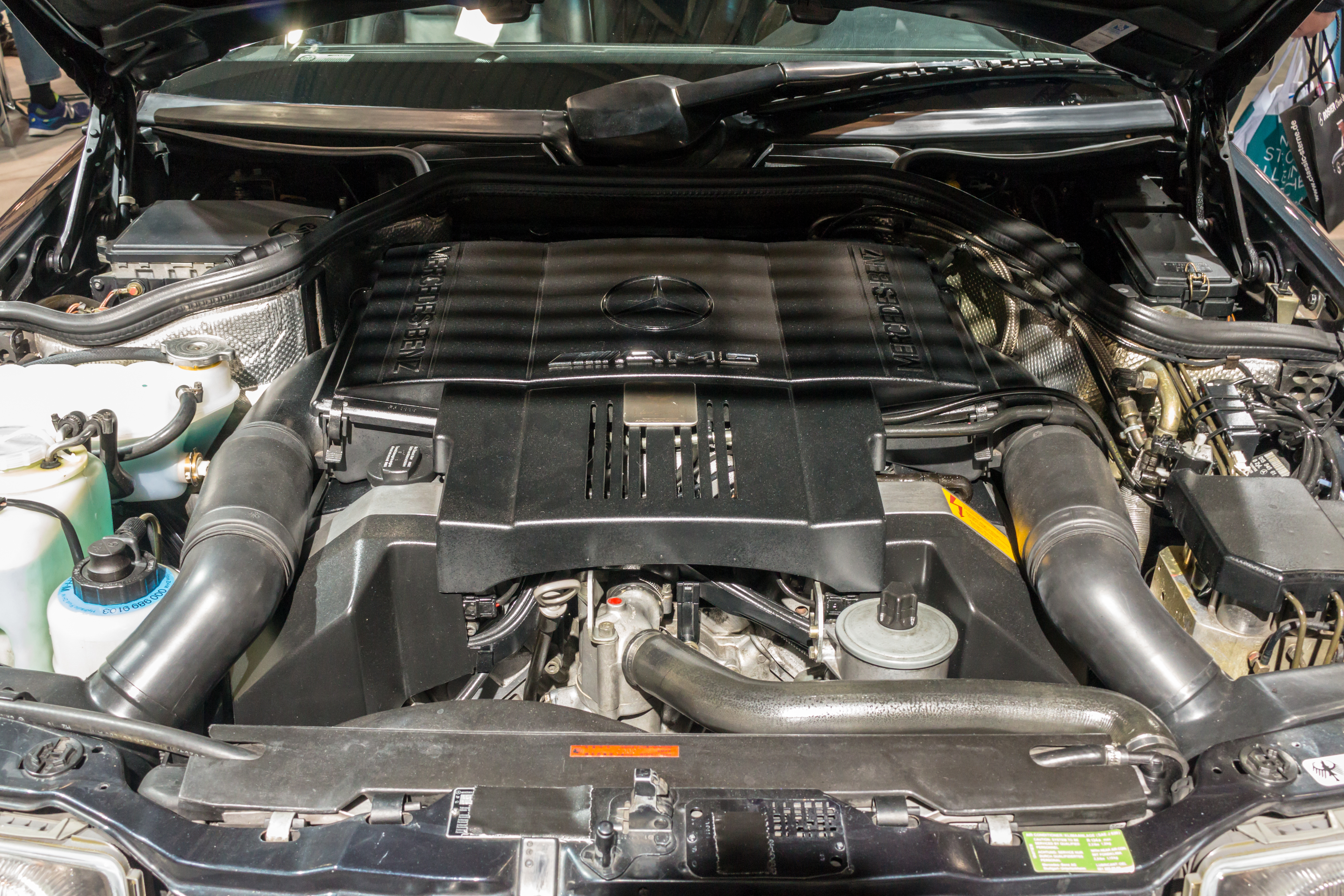
Silnik Mercedesa E500 E60 AMG: 6.0 V8

W stosunku do regularnych odmian typoszeregu W124, największą widoczną zmianą we wnętrzu jaka zaszła jest tylna kanapa skonstruowana tylko na dwie osoby. Z tego też powodu auto jest rejestrowane zawsze na przewóz maksymalnie 4 osób. W standardowym wyposażeniu tego auta można było znaleźć klimatyzację manualną, elektrycznie podnoszone wszystkie szyby, elektrycznie sterowane fotele przednie (dla kierowcy do zapamiętania 2 ustawienia pozycji), elektryczny szyberdach, standardową kontrolę trakcji ASR dla wszystkich modeli wyposażonych w silnik V8 (również 400E), tempomat, radio ''Becker-Mexico 2000 Type 1430'' wraz ze zmieniarką CD ''Becker Silverstone model 980'' w bagażniku. Początkowo w pierwszych modelach z roczników (90-91) można było spotkać auta bez poduszek powietrznych kierowcy i pasażera - obydwie były opcją (od 1993 w Stanach Zjednoczonych obligatoryjnie znalazł się zapis o nowo wyprodukowanych autach, aby w nich montowana była zarówno poduszka dla kierowcy jak i dla pasażera). Niektórzy na europejskim rynku wyposażali w poduszkę powietrzną tylko kierowcę, jednak zdecydowanie większość klientów doposażała 500E w dwie poduszki, nie oszczędzając na tym dodatku poprawiającym bezpieczeństwo. Auto bez poduszek powietrznych można poznać po kierownicy - wersja bez poduszek miała kierownicę Sportline i lekko wpuszczone srebrne logo gwiazdy Mercedesa na czarnym tle, oferowany był także otwierany schowek na rękawiczki ze strony pasażera tak jak miała go większość modeli W124. Kierownica 500E ma średnicę 390 mm, w porównaniu do bardziej popularnej kierownicy o średnicy 400 mm. Istnieją dwa typy: wczesna kierownica z pakietu Sportline bez poduszki - brak jakiegokolwiek napisu na kierownicy, oraz późniejsze kierownica Sportline z poduszką powietrzną w kształcie „trójkąta” (wprowadzana sukcesywnie na początku lat 90 np. w modelu W140) z napisami SRS Airbag pod logiem Mercedesa, często spotykana od połowy lat 90 do 2000. Na fotografiach są właśnie kierownice z późniejszych lat produkcji. Pierwsze kierownicę z poduszką powietrzną dla kierowcy często występujące w późnych modelach W126 (1979-1991) i pierwszych wypustach R129 (1989-2001) nie było oferowane w tym modelu. W124 500E za dodatkową dopłatą oferowane był m.in. także fotel pasażera z ustawieniem i zapamiętania dwóch pozycji, klimatyzację automatyczną (Klimaautomatik), ogrzewanie postojowe (webasto) z możliwością manualnego nastawienia zegara czasowego, roletę elektryczną, wysuwaną antenę i bardzo rzadko spotykany komputer pokładowy - wskazujący dane dotyczące spalania paliwa, przebytego dystansu oraz prędkości. Zamontowano go w miejscu obrotomierza po prawej stronie, a obrotomierz przeniesiono na dodatkowym nowym zegarze po lewej stronie wraz ze zużyciem paliwa. Był on również opcjonalny w modelach W126 R129 i W140 w najbogatszych wersjach silnika i wyposażenia. Przy dokupieniu pełnego wyposażenia dodatkowego auto stawało się o 1/3 droższe niż wersja podstawowa. Bardzo dobrze wyposażoną wersję modelu 500E często można poznać po konsoli środkowej i zapełnieniu wszystkich zaślepek prawdziwymi przełącznikami spełniającymi swoje funkcje.

## Modele W124 w wersjach AMG
Modele Mercedes-Benz 500E 6.0 i E60 AMG to zmodyfikowane serie 500E/E500 modernizowane przez AMG. Pierwsza z nich produkowana od 1992 do 1993 roku praktycznie nie różniła się z zewnątrz od seryjnego 500E. Wyjątkami były lekko obniżone i utwardzone zawieszenie, szersze opony i chromowane felgi OZ 17, bogatsze wyposażenie wnętrza w tym także telefon i prędkościomierz wyskalowany do 300 km/h bez logo AMG na cyferblacie. Ważną zmianą różniącą te dwa modele jest to, że pierwszy z nich był produkowany oddzielnie przez AMG, dopiero po 1995 roku wraz z nadejściem E60 AMG i C36 AMG firma AMG stała się spółką zależną od Daimler-Benz, model ten posiadał także inny wewnętrzny kod jednostki. Wersja 500E 6.0 wyposażona była w rozwiercony motor M 119.974 E60 o mocy 275 kW / 374 KM i 550 Nm podczas, gdy w E60 AMG pracował M 119.972 E60 o mocy 280 kW / 381 KM i 580 Nm. 500E 6.0 można także rozpoznać unosząc maskę do góry i spoglądając na pokrywę silnika, w niezmodyfikowanym oryginalnym stanie naszym oczom powinny ukazać się dwa loga AMG po przeciwległych stronach obudowy odwrócone do siebie o 180 stopni. W obydwu modelach silnik montowany był ręcznie przez jednego specjalistę z AMG. Jednak w modelu E60 AMG tabliczka znamionowa wraz z nazwiskiem i numerem seryjnym jednostki znajduje się na środku obok znaczka Mercedesa na pokrywie, podobnie jak logo AMG jest umieszczone tylko jedno pod wygrawerowanym nazwiskiem mechanika. W modelu E60 AMG tabliczka także informuje o rozwijanej mocy. Często poszukiwanym modelem przez kolekcjonerów Mercedesa jest właśnie oryginalny model E60 AMG z 1993/1994 roku. Można go rozszyfrować po VIN-e, jeśli ten zawiera w sobie kod 957 option (Technology Package) to znaczy, że model jest wyposażony w silnik o mocy 280 kW / 381 KM i jest oryginalnym E60 AMG. W 1994 roku pojawiła się limitowana wersja E60 AMG Limited, głównie kierowana na rynek szwajcarski, była to najrzadsza wersja.  Wyprodukowano ją tylko w 45 sztukach. Wraz ze wzrostem cen tych poszczególnych modeli z powodu rzadkości (całkowita produkcja modeli E60 AMG i wersji Limited to tylko 147 aut) na rynku wtórnym część nieuczciwych sprzedawców modeli 500E 6.0 często montuje do nadwozia i wnętrza elementy i cechy charakterystyczne dla modeli E60 AMG, dodają również odpowiednie plakietki imitujące E60 AMG, przez co ciężko rozróżnić te modele na pierwszy rzut oka. Jednak produkcja 500E 6.0 zakończyła się wcześniej niż E60 AMG, mimo że część z aut zarejestrowano kilka lat później. Większość ze zmodyfikowanych seryjnych modeli 500E na 500E 6.0 AMG zostało zamówione na rynek japoński i po zakupie auta od przedstawiciela Mercedesa zostały przerabiane w zakładach AMG, zanim trafiły one docelowo do japońskich dystrybutorów w Azji. W obecnych czasach modele 500E 6.0 AMG z niskimi przebiegami są sprowadzane z Azji do Europy i USA. Ceny prawdziwych używanych modeli E60 AMG z niskimi przebiegami i w oryginalnym stanie sięgają już ponad 100 tys. € i są wysoce kolekcjonerskie - naturalnie E60 AMG Limited jest teraz najbardziej poszukiwane, tylko nieliczne i najlepsze egzemplarze osiągają najwyższą wartość wśród poważnych kolekcjonerów sięgającą obecnie między 150 a 200 tys. €, którzy znają rynek tego modelu. Modele E60 AMG rzadko pojawiają się na rynku wtórnym więc ich zakup jest ograniczony.
| Model                        | Rok produkcji | Liczba aut / Cena     | Silnik      | Moc maksymalna (kW/KM) @ (obr./min)   | Moment maksymalny (obr./min) / Uzyskiwany przy obrotach (obr./min) | 0-100 km/h | Prędkość maks. |
| W124 500E 6.0 AMG            | 1992/1993     | b/d / + 145 000 DM    | V8/4v • 32v | (275) kW / (374) KM • (5250 obr./min) | (550 Nm) • (4000 obr./min)                                         | 5.7 s      | 250 km/h       |
| W124 E500 E60 AMG///         | 1993/1994     | 102 auta / 180 000 DM | V8/4v • 32v | (280) kW / (381) KM • (5500 obr./min) | (580 Nm) • (3750 obr./min)                                         | 5.4 s      | 250 km/h       |
| W124 E500 E60 AMG/// Limited | 1994/1995     | 45 aut / + 180 000 DM | V8/4v • 32v | (280) kW / (381) KM • (5500 obr./min) | (580 Nm) • (3750 obr./min)                                         | 5.4 s      | 250 km/h       |

## Specyfikacja modeli 500E/E500/E60
| Marka / Model / Wersja         | Mercedes-Benz W124 500E                                                              | Mercedes-Benz W124 E500 / Limited                                                    | Mercedes-Benz W124 E60 (957 option) AMG'                                             |
| Produkcja                      | 1990-1992                                                                            | 1993-1995                                                                            | 1993-1995                                                                            |
| Liczba wyprodukowanych aut     | 1990•1991•1992 46 aut • 2566 aut • 4416 aut                                          | 1993•1994•1995 1596 aut • 1735 aut • 120 aut                                         | 1993•1995 147 aut                                                                    |
| Cena                           | 1990 / 134 000 DM                                                                    | 1995 / 150 000 DM                                                                    | 1993 / 180 000 DM                                                                    |
| Silnik                         | Mercedes-Benz M 119.974 E50 LH - 8-cylindrowy w układzie V, 32 zaworowy DOHC         | Mercedes-Benz M 119.974 E50 LH - 8-cylindrowy w układzie V, 32 zaworowy DOHC         | Mercedes-Benz M 119.972 E60 - 8-cylindrowy w układzie V, 32 zaworowy DOHC            |
| Umiejscowienie                 | Wzdłużnie, napęd klasyczny, silnik z przodu, tylny napęd                             | Wzdłużnie, napęd klasyczny, silnik z przodu, tylny napęd                             | Wzdłużnie, napęd klasyczny, silnik z przodu, tylny napęd                             |
| Stopień sprężania              | 10,0:1                                                                               | 10,0:1                                                                               | 11,2 : 1                                                                             |
| Pojemność skokowa              | 4973 cm³                                                                             | 4973 cm³                                                                             | 5956 cm³                                                                             |
| Pojemność skokowa              | 96,5 x 85,0 (mm)                                                                     | 96,5 x 85,0 (mm)                                                                     | 100,0 x 94,8 (mm)                                                                    |
| Moc maksymalna                 | 240 kW (326 KM) @ 5700 rpm                                                           | 235 kW (320 KM) @ 5700 rpm                                                           | 280 kW (381 KM) @ 5500 rpm                                                           |
| Maksymalny moment obrotowy     | (480 Nm) @ 3900 rpm                                                                  | (470 Nm) @ 3900 rpm                                                                  | (580 Nm) @ 3750 rpm                                                                  |
| Prędkość maksymalna            | 250 km/h (prędkość elektronicznie ograniczona) 263 km/h (bez ogranicznika prędkości) | 250 km/h (prędkość elektronicznie ograniczona) 263 km/h (bez ogranicznika prędkości) | 250 km/h (prędkość elektronicznie ograniczona) 280 km/h (bez ogranicznika prędkości) |
| Przyspieszenie (0–100 km/h)    | 6.1 s                                                                                | 6.1 s                                                                                | 5.4 s                                                                                |
| Przyspieszenie (0–160 km/h)    | 14.7 s                                                                               | 14.8 s                                                                               | 12.1 s                                                                               |
| Zużycie paliwa (l) (na 100 km) | przy 90 km/h 10,5 przy 120 km/h 11,2 cykl miejski 17,8 średnie zużycie 13,5          | przy 90 km/h 10,3 przy 120 km/h 11,0 cykl miejski 17,5 średnie zużycie 13,2          | przy 90 km/h 11,5 przy 120 km/h 13,2 cykl miejski 19,6 średnie zużycie 15,2          |
| Pojemność zbiornika paliwa     | 90 litrów                                                                            | 90 litrów                                                                            | 90 litrów                                                                            |
| Pojemność bagażnika            | 485 litrów                                                                           | 485 litrów                                                                           | 485 litrów                                                                           |
| Felgi / Opony                  | 8 Loch \| 225/55 R16                                                                 | 8 Loch \| 225/55 R16 EVO-II 17 235/45 R17 (opcjonalnie wersja E500 Limited)          | OZ 3-piece 235/45 R17 255/45 R17                                                     |
| Układ hamulcowy (mm)           | 300 mm - wentylowane tarcze z przodu 278 mm - wentylowane tarcze z tyłu              | 320 mm - wentylowane tarcze z przodu 278 mm - wentylowane tarcze z tyłu              | 320 mm - wentylowane tarcze z przodu 300 mm - wentylowane tarcze z tyłu              |
| Droga hamowania (100–0 km/h)   | 39,8 m                                                                               | 38,5 m                                                                               | 36,5 m                                                                               |
| Nadwozie                       | Przestrzenna rama rurowa, napęd na tylną oś                                          | Przestrzenna rama rurowa, napęd na tylną oś                                          | Przestrzenna rama rurowa, napęd na tylną oś                                          |
| Budowa i materiały             | Stalowa-Karoseria z komponentami i lekką stalą (Aluminium), 4-drzwiowy sedan         | Stalowa-Karoseria z komponentami i lekką stalą (Aluminium), 4-drzwiowy sedan         | Stalowa-Karoseria z komponentami i lekką stalą (Aluminium), 4-drzwiowy sedan         |
| Masa własna                    | 1700 kg                                                                              | 1710 kg                                                                              | 1710 kg                                                                              |
| Skrzynia biegów                | 4-biegowa automatyczna 4G-Tronic W4A 028 (Type 722.3)                                | 4-biegowa automatyczna 4G-Tronic W4A 028 (Type 722.3)                                | 4-biegowa automatyczna 4G-Tronic W4A 028 (Type 722.3)                                |
| Rozstaw osi                    | 2800 mm                                                                              | 2800 mm                                                                              | 2800 mm                                                                              |
| Długość/Szerokość/Wysokość     | 4750 / 1796 / 1408 mm                                                                | 4750 / 1796 / 1408 mm                                                                | 4750 / 1796 / 1408 mm                                                                |

## Modele innych tunerów bazujące na W124 E500 (Artz, Brabus, Carlsson, Lorinser, Renntech, VÄTH)
Także inni tunerzy Mercedesa-Benza zainteresowali się modelem W124 500E. W jego mocnych odmianach montowano zarówno jednostkę M 119 jak i silnik M120. Obydwa motory V8 i V12 były po licznych modyfikacjach dzięki, którym można było podnieść moc. Często powielanymi zabiegami było powiększanie pojemności skokowej z bazowej 5.0 litrów do 6.0, a nawet 6.5 litrów dla silnika V8, a dla 6.0 litrowego silnika M 120 od 6.9 do 7.3 litra. Północno-amerykański Renntech stworzył 6-litrową wersje z manualną 6 biegową skrzynią Getrag Type E od BMW 850 CSi. Również niemiecka firma Artz znana z konstrukcji Golfa 928 z 8-cylindrowym silnikiem zbudowała dwa egzemplarze modelu 500TE bazującego na oryginalnym 500E. Nie były to jednak konwersje zbudowane z innych modelu kombi (T), a oryginalne nadwozia modelu W124.036 z numerem VIN potwierdzającym, iż to prawdziwy model 500E. Zmianami wyróżniającymi model na tle zwykłego sedana jest to, że większość auta pozostała taka sama, za to w tylnej części nadwozia zostały przebudowane nadkola, aby pasowały do tych rozbudowanych z przodu, a na tylnej kanapie znajdziemy miejsce dla trzech osób, a nie dwóch jak w sedanie. Wykorzystując nadwozie W124 tuner Brabus zbudował dwa modele E 6.0 V8 i E 6.5 V8 i oferował w nim kolejno 408 KM i 604 Nm i 450 KM oraz 664 Nm, były to modele bazujące na E500, a nie na 500E. Tak samo najmocniejszą odmianę - 12 cylindrową zbudowaną w kilku egzemplarzach początkowo z silnikiem 6.9 litra, później mocniejszy z motorem o pojemności ponad 7 litrów i 530 KM oznaczone nazwą EV12 zaprezentowaną w połowie 1995 roku. Była to pierwsza i udana próba zaadaptowania w Mercedesie klasy średniej-wyższej silnika V12, a także był to jeden z pierwszych modele W124 (obok 300E 5.6 Hammer) z prędkością maksymalną przekraczającą 300 km/h i przyśpieszeniem od 0-100 kmh w niecałe 5.0 sekund. Biorąc pod uwagę moc, przyśpieszenie i nieograniczoną prędkość maksymalną był to jeden z najpotężniejszych sedanów połowy lat 90.
| Model                                               | Rok produkcji  | Liczba aut / Cena | Silnik      | Moc maksymalna (kW/KM) @ (obr./min)                                         | Moment maksymalny (obr./min) / Uzyskiwany przy obrotach (obr./min) | 0-100 km/h  | Prędkość maks.    |
| W124 Väth 6.0 AMG                                   | 1993           | b/d • 260 000 DM  | V8/4v • 32v | (280) kW / (381) KM • (5250 obr./min)                                       | (580 Nm) • (4000 obr./min)                                         | 5.4 s       | 280 km/h          |
| W124 E500 E 6.0/V8 BRABUS W124 E500 E 6.5/V8 BRABUS | 1992-1993 1994 | b/d / 189 000 DM  | V8/4v • 32v | (300) kW / (408) KM • (5600 obr./min) (331) kW / (450) KM • (5900 obr./min) | (604 Nm) • (3800 obr./min) (664 Nm) • (3800 obr./min)              | 5.3 s 5.2 s | 282 km/h 285 km/h |
| W124 E500 E 7.3/V12 BRABUS                          | 1995           | b/d / 500 000 DM  | V12/4 • 48v | (390) kW / (530) KM • (5700 obr./min)                                       | (755 Nm) • (3700 obr./min)                                         | 4.5 s       | 307 km/h          |